# Saul Rubinek
Saul Rubinek est un acteur, réalisateur, scénariste, producteur et compositeur canado-américano-allemand, né le 2 juillet 1948 à Föhrenwald (Bavière).

## Biographie

### Jeunesse
Saul Hersh Rubinek est né le 2 juillet 1948 à Föhrenwald, un camp de personnes déplacées, près de Wolfratshausen, en Bavière (Allemagne). Il est le fils de Frania et Israel Rubinek, juifs Ashkénazes de Pologne. Durant la Seconde Guerre mondiale, ses parents ont échappé à la Shoah, en étant cachés par des agriculteurs polonais pendant plus de deux ans. Juste après sa naissance, la famille déménage au Canada.

### Carrière
Il débute au théâtre à l'âge de vingt ans au Festival de Stratford du Canada.
Au cinéma, il a joué dans Contre toute attente, Wall Street, Le Bûcher des vanités, Impitoyable, True Romance, Nixon, Family Man, Rush Hour 2 et Kill Me Please.
À la télévision, il tient le rôle de Arthur Nielsen dans série Warehouse 13.

### Vie privée
De 1973 à 1987, il a été marié avec Kate Lynch.
Le 16 septembre 1990, il se marie avec Elinor Reid, avec qui il a deux enfants.

## Filmographie

### Cinéma

#### Longs métrages
- 1968 : Slow Run : le narrateur
- 1980 : Le Bateau de la mort d'Alvin Rakoff : Jackie
- 1980 : Nothing Personal (en) de George Bloomfield : Peter Braden
- 1980 : Les Espions dans la ville de George Kaczender : Sam Goldstein
- 1981 : Ticket to Heaven de Ralph L. Thomas : Larry
- 1982 : Soup for One de Jonathan Kaufer : Allan
- 1982 : By Design : Terry
- 1982 : Docteurs in love de Garry Marshall : Floyd Kurtzman
- 1984 : Martin's Day d'Alan Gibson : Hitchhiker
- 1984 : Contre toute attente de Taylor Hackford : Steve Kirsch
- 1984 : Highpoint : Centino
- 1986 : Sweet Liberty d'Alan Alda : Bo Hodges
- 1987 : Taking Care : Carl
- 1987 : Wall Street d'Oliver Stone : Harold Salt
- 1988 : The Outside Chance of Maximilian Glick : Rabbi Teitelman
- 1988 : Liberace: Behind the Music : Seymour Heller
- 1990 : Falling Over Backwards : Mel
- 1990 : Le Bûcher des vanités de Brian De Palma : Jed Kramer
- 1991 : The Quarrel : Hersh Rasseyner
- 1992 : Man Trouble de Bob Rafelson : Laurence Moncrief
- 1992 : Impitoyable de Clint Eastwood : W. W. Beauchamp
- 1993 : Pas de vacances pour les Blues de Herbert Ross : M. Ferderber
- 1993 : True Romance de Tony Scott : Lee Donowitz
- 1994 : Transplant de Bradley Walsh (moyen métrage)
- 1994 : Le Justicier : L'Ultime Combat d'Allan A. Goldstein : Tony Hoyle
- 1994 : Rends la monnaie, papa d'Howard Deutch : Robert « Bobby » Drace
- 1994 : Les Complices de Charles Shyer : Sam Smotherman
- 1995 : Nixon d'Oliver Stone : Herb Klein
- 1995 : Open Season : Eric Schlockmeister
- 1995 : Brain Transplantation de Allan A. Goldstein : Dr Munger
- 1996 : Les Voyageurs de l'arc-en-ciel  (Rainbow) de Bob Hoskins : Sam Cohen
- 1997 : Pale Saints : Whitey
- 1997 : Hostile Intent : Kendall
- 1997 : Bad Manners : Matt
- 1998 : Jerry and Tom : Dogtrack Victim
- 1998 : Past Perfect : Bookkeeper
- 1999 : Dick : Les Coulisses de la présidence d'Andrew Fleming : Henry Kissinger
- 2000 : Lakeboat : Cuthman
- 2000 : Manipulations de Rod Lurie : Jerry Tolliver
- 2000 : Family Man de Brett Ratner : Alan Mintz
- 2001 : Rush Hour 2 de Brett Ratner : Red Dragon Box Man
- 2002 : Triggermen : Jazzer
- 2003 : The Singing Detective de Keith Gordon : Skin Specialist
- 2003 : Hollywood North : Paul Linder
- 2003 : Baadasssss! de Mario Van Peebles : Howard « Howie » Kaufman
- 2004 : Intern Academy de Dave Thomas : Dr Sam Bonner
- 2004 : Pursued : Dexter O'Neil
- 2005 : Very Bad Santa de David Steiman : M. Green
- 2005 : Partner(s) : Matthew
- 2007 : Rogue : L'Ultime Affrontement de Philip G. Atwell : Dr Sherman
- 2008 : Julia d'Erick Zonca : Mitch
- 2008 : The Express de Gary Fleder : Art Modell
- 2009 : The Trotsky de Jacob Tierney : David Bronstein
- 2010 : Le Monde de Barney de Richard J. Lewis (en) : Charnofsky
- 2010 : The Word Is Love d'Evgeny Afineevsky : Martin Hirsch
- 2010 : Un catcheur au grand cœur de Michael W. Watkins : le rabbin
- 2010 : Kill Me Please d'Olias Barco : Jack Breiman
- 2015 : Gridlocked (ou Issue de secours en DVD) d'Allan Ungar : Martin
- 2018 : La Ballade de Buster Scruggs de Joel et Ethan Coen : le Français
- 2019 : Polina (Polina i tayemnyzia kinostudiyi) d'Olias Barco : Saul
- 2019 : Le Prodige inconnu de François Girard : M. Feinman
- 2022 : SHTTL d'Ady Walter : le rabbin Weitsenzang
- 2023 : BlackBerry de Matt Johnson : John Woodman
- 2023 : L'Horloge (Clock) d'Alexis Jacknow : Joseph

#### Courts métrages
- 1984 : Bambinger de Douglas Jackson : Sammy adulte (voix)
- 2002 : Night's Noontime de Rajiv Maikhuri : Pickring
- 2009 : House of Imagination de Brett Foraker : Artie Nielsen
- 2015 : Arguments de lui-même : Izzie
- 2020 : I Am Normal d'Olia Oparina : Rosenhan
- 2025 : Babka de Serena Dykman : Moishe

### Télévision

#### Téléfilms
- 1976 : The Rimshots
- 1978 : Interrogation in Budapest
- 1979 : The Wordsmith : Mervyn Kaplansky
- 1979 : Sanctuary of Fear : Jerry Stone
- 1980 : Clown White : M. Freed
- 1983 : The Terry Fox Story : Dan Grey
- 1983 : Dusty : Dusty
- 1984 : Concealed Enemies : Harold Shapero
- 1985 : The Suicide Murders : Benny Cooperman
- 1986 : Murder Sees the Light : Benny Cooperman
- 1986 : Half a Lifetime : Sam
- 1987 : Prescription for Murder : Carl
- 1987 : Hitting Home : Owen Hughes
- 1993 : Meurtre que je n'ai pas commis (Woman on the Run: The Lawrencia Bembenek Story) de Sandor Stern : Bill Bryson
- 1993 : Les Soldats de l'espérance de Roger Spottiswoode : Dr Jim Curran
- 1995 : The Android Affair : Fiedler
- 1995 : Hiroshima de Koreyoshi Kurahara et Roger Spottiswoode : Leo Szilard
- 1995 : Mort clinique (Nothing Lasts Forever) de Jack Bender : Alan Penn
- 1997 : Color of Justice : Norm
- 1998 : Blackjack de John Woo : Thomas
- 1999 : Chantage sans issue (36 Hours to Die) de Yves Simoneau : Morano
- 2000 : The Golden Spiders: A Nero Wolfe Mystery : Saul Panzer
- 2000 : The Bookfair Murders : Martin P. Barrett
- 2001 : Laughter on the 23rd Floor de Richard Benjamin : Ira Stone
- 2002 : Bleacher Bums : Reid
- 2002 : Gleason : George « Bullets » Durgom
- 2002 : The Brady Bunch in the White House : Sal Astor
- 2003 : Pancho Villa de Bruce Beresford : Eli Morton
- 2004 : Call Me: The Rise and Fall of Heidi Fleiss : Dr Paul Fleiss
- 2004 : Coast to Coast : Gary Pereira
- 2006 : Jesse Stone : Une ville trop tranquille (Jesse Stone: Night Passage) : Hasty Hathaway
- 2006 : Behind the Camera: The Unauthorized Story of 'Diff'rent Strokes' : Fred Silverman
- 2007 : Jesse Stone : L'Empreinte du passé (Jesse Stone: Sea Change) : Hasty Hathaway
- 2010 : Jesse Stone : Sans remords (Jesse Stone: No Remorse) : Hasty Hathaway
- 2011 : Jesse Stone : Innocences perdues de Dick Lowry : Hasty Hathaway
- 2012 : Jesse Stone : Bénéfice du doute (Jesse Stone: Benefit of the Doubt) : Hasty Hathaway
- 2016 : A Bronx Life de Phill Lewis : Saul

#### Séries télévisées
- 1980 : Bizarre : Regular
- 1989 : Men : Paul Armas
- 1990 : Star Trek : La Nouvelle Génération : Kivas Fajo
- 1995 : Au-delà du réel : L'aventure continue : Pr Stein (saison 1, épisode 15)
- 1996 : À la une (Ink) : Alan Mesnick
- 1999-2002 : Frasier : Donny Douglas, l'avocat de Niles Crane et petit-ami de Daphné (15 épisodes)
- 2004 : Larry et son nombril : Dr Saul Funkhouser (2 épisodes)
- 2004 : Stargate SG-1 : Emmett Bregman (2 épisodes)
- 2004 : Dr. Vegas : Jonathan Selznick (saison 1, épisode 6)
- 2004 : Agence Matrix : Peter Tomashevski (saison 1, épisode 15)
- 2004 : Jack et Bobby : Nahum Mayhew (saison 1, épisode 11)
- 2005 : Blind Justice : Dr Allan Galloway (7 épisodes)
- 2005 : Lost : Les Disparus : Clark Finney (saison 2, épisode 2)
- 2006 : Eureka : Dr Carl Carlson (saison 1, épisode 5)
- 2007 : Les Maîtres de l'horreur : Pr Harkinson (saison 2, épisode 12)
- 2008 : Psych : Enquêteur malgré lui : Lance (saison 2, épisode 13)
- 2008 : The Trojan Horse : Rafe Kott (mini-série en 2 épisodes)
- 2008 : Boston Justice : Donald Feldcamp (saison 5, épisode 9)
- 2008 et 2012 : Leverage : Victor Dubenich (3 épisodes)
- 2009-2014 : Warehouse 13 : Arthur « Artie » Nielsen (64 épisodes)
- 2013 : New York, unité spéciale : M. Price (saison 14, épisode 16)
- 2013-2014 : Person of Interest : Arthur Claypool (saison 3, épisodes 11 et 12)
- 2015 : Beauty and the Beast : Dr Glenroy (saison 3, épisode 4)
- 2015 : The Good Wife : le juge Thomas Treem (saison 7, épisode 4)
- 2016 : Angie Tribeca : Pfoopa (saison 2, épisode 7)
- 2016 : Blue Bloods : Sy Goodman (saison 7, épisode 3)
- 2017 : Doubt : Affaires douteuses : le juge Julius Routbort (saison 1, épisode 10)
- 2017 : Le Dernier Seigneur : Louis B. Mayer (6 épisodes)
- 2017 : Survivor's Remorse : Leonard Moscowitz (saison 4, épisode 7)
- 2018 : Caught : Andre Lefevre (mini-série, 2 épisodes)
- 2018 : Grey's Anatomy : Eli Rigler (saison 14, épisode 17)
- 2020 : Hunters : Murray Markowitz (10 épisodes)

### Réalisation
- 1998 : Jerry and Tom
- 2001 : Club Land (téléfilm)
- 2002 : Bleacher Bums (téléfilm)
- 2005 : Cruel But Necessary
- 2015 : Arguments (court métrage)

### Scénario
- 1987 : So Many Miracles (documentaire)
- 2015 : Arguments (court métrage)
- 2016 : Polina (postproduction)

### Production
- 1987 : So Many Miracles (documentaire)
- 1998 : Jerry and Tom

### Composition
- 1968 : Slow Run
- 2009 : Warehouse 13 (série télévisée, 1 épisode)

## Distinctions
Sauf indication contraire, les informations mentionnées dans cette section peuvent être confirmées par la base de données cinématographiques IMDb,  présente dans la section « Liens externes ».

### Récompenses
- Genie Awards 1982 : meilleur acteur dans rôle principal pour Ticket to Heaven
- Broadcast Film Critics Association Awards 2001 : meilleure distribution pour Manipulations (avec Rod Lurie (scénariste), Gary Oldman, Joan Allen, Jeff Bridges, Christian Slater, Sam Elliott, William Petersen, Philip Baker Hall, Mike Binder, Robin Thomas et Mariel Hemingway)
- FilmOut San Diego 2010 : meilleur acteur principal dans Oy Vey! My Son Is Gay!!

### Nominations
- Genie Awards 1983 : meilleur acteur dans un rôle principal pour By Design
- Genie Awards 1989 : meilleur acteur dans un rôle principal pour The Outside Chance of Maximilian Glick
- Gemini Awards 1998 : meilleure performance d'acteur dans un second rôle dans un téléfilm ou une mini-série dramatique pour Hiroshima
- Genie Awards 1999 : meilleur acteur dans un rôle principal pour Pale Saints
- Gemini Awards 2008 : meilleure performance d'acteur dans un second rôle dans un téléfilm ou une mini-série dramatique pour The Trojan Horse

## Voix francophones
En France, Paul Borne, est la voix française la plus régulière de Saul Rubinek. Michel Dodane,, et Pascal Casanova,, l'ont également doublé à trois reprises chacun.